# Pietà (Lotto)
Pietà é uma pintura a óleo sobre tela do artista italiano da Alta Renascença Lorenzo Lotto, assinada "Laurentio Lotto". É mencionado nos livros de contas de Lotto como tendo sido encomendado em 1538 para o altar dedicado à Pietà na Igreja Dominicana de San Paolo em Treviso. Os livros de contas também mencionam que a obra foi concluída em 1545. Essa igreja foi suprimida sob o regime napoleônico no final do século 18 e em 1811 a pintura foi comprada por 12 ducados pela Pinacoteca di Brera, em Milão, onde ainda está pendurada.

## Temática
Uma Pietà [pjeˈta] (italiano para Piedade) é um tema da arte cristã em que é representada a Virgem Maria com o corpo morto de Jesus nos braços, após a crucificação.